# Dänische Nationalbank (Gebäude)

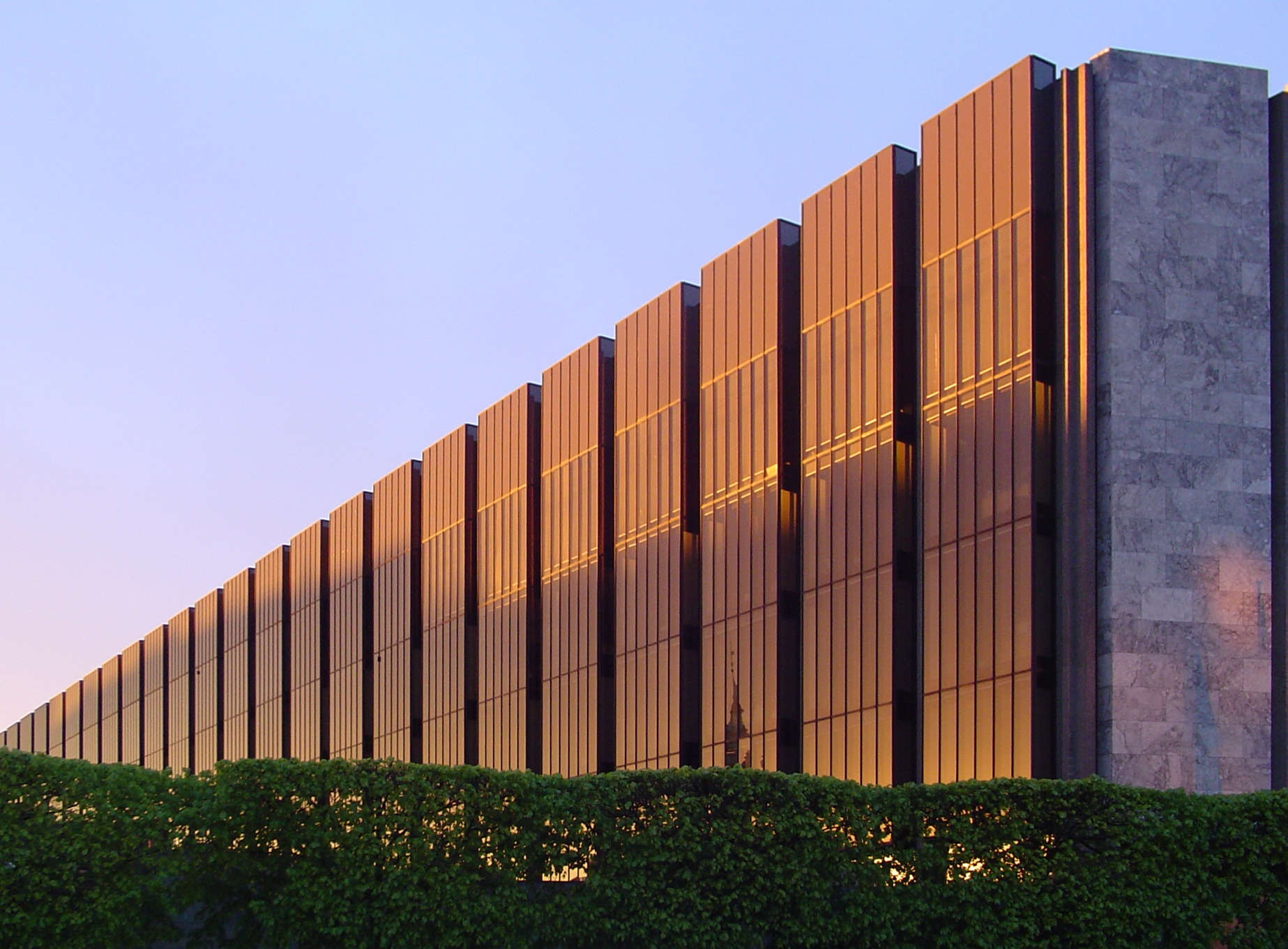
Das aktuelle Hauptgebäude der dänischen Nationalbank

Das Gebäude der Dänischen Nationalbank wurde nach einem Entwurf von Arne Jacobsen bis 1978 am Holmens Kanal in Kopenhagen errichtet.

## Geschichte

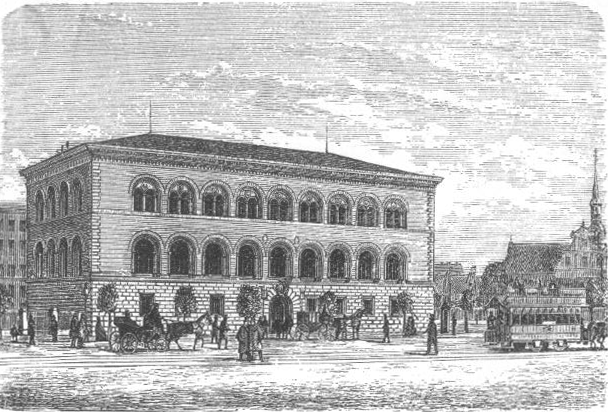
Neo-Renaissancebau von Herholdt, 1899

Die Dänische Nationalbank eröffnete nach ihrer Gründung 1736 Zweigstellen an verschiedenen Orten in Dänemark. Neben dem Hauptsitz in Kopenhagen gab es ab 1837 die erste Dependance in Aarhus. Weitere Zweigstellen waren in Ålborg, Nykøbing Falster, Odense, Kolding und im deutschen Flensburg. Alle Zweigstellen wurden zwischen 1939 und 1989 wieder geschlossen.
In Kopenhagen residierte die Nationalbank ab 1870 in einem von Johan Daniel Herholdt am Holmens Kanal von 1865 bis 1870 errichteten Bauwerk. Das Gebäude war im damals weit verbreiteten Renaissancestil gestaltet.

## Neubau von Arne Jacobsen

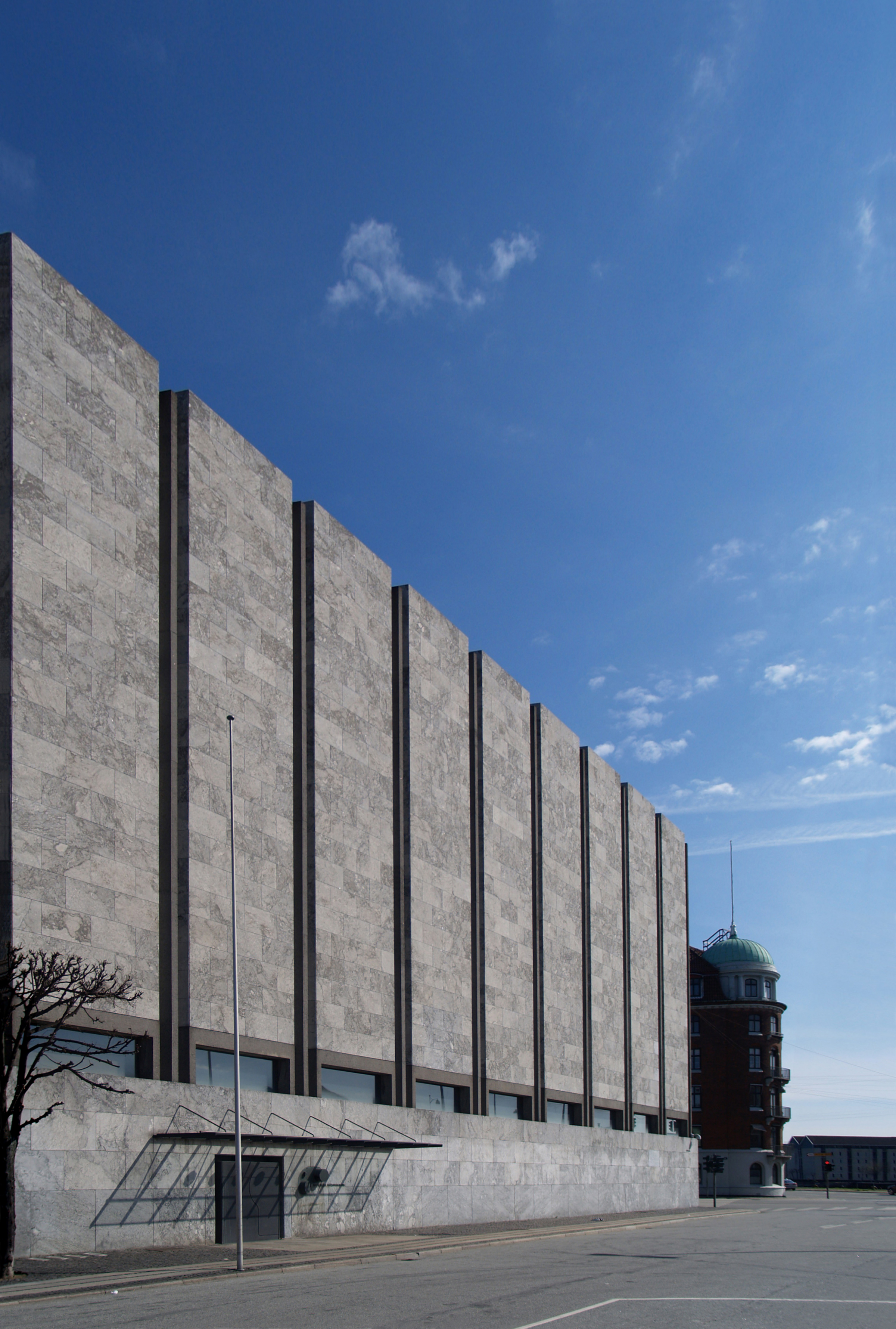
Der Haupteingang der Bank an der Stirnseite am Kanal

Das aktuelle Hauptgebäude liegt in der Kopenhagener Innenstadt auf einem Grundstück zwischen den Straßen Niels Juels Gade, Holbergsgade und Bremerholm. Südlich wird das Grundstück durch den Holmens Kanal begrenzt, an dessen anderem Ufer sich die Insel Slotsholmen befindet, welche unter anderem das Gebäude der ehemaligen Börse beherbergt. Die Holmens Kirke liegt auf dem westlichen Nachbargrundstück.
Arne Jacobsen entwarf das Gebäude 1965. Es wurde erst nach seinem Tod – er starb 1971 – von Dissing + Weitling übernommen und 1978 fertiggestellt. Die Bauphase begann mit der Errichtung der Gelddruckerei im Untergeschoss des Gebäudes.

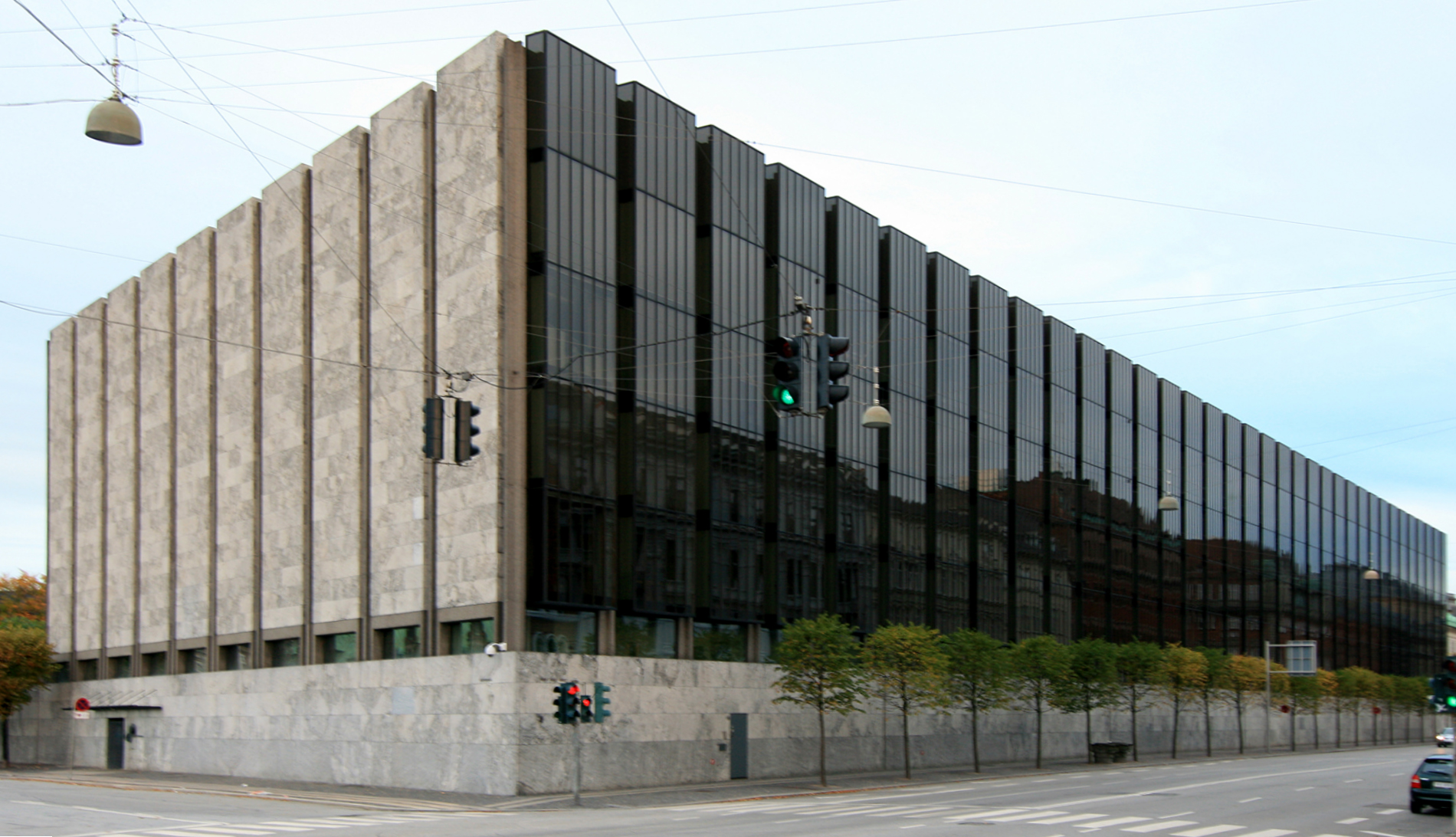
Die lange Seite hat eine Curtain Wall-Fassade mit getöntem Glas. An den Stirnseiten wurden graue Marmorplatten verwendet.

Die Architektur des Gebäudes folgt der Formensprache des Funktionalismus ohne Schnörkel und Verzierungen, wie ihn Jacobsen zum Ende seiner Schaffenszeit international zeigte. Die Fassadengestaltung mit grauen Marmorplatten und schwarzen Fassadenelementen fand auch beim Mainzer Rathaus Verwendung, das er 1966 entwarf.
Das Erdgeschoss dient dem Gebäude optisch als Sockel, es ist rundherum mit grauen Marmorplatten verblendet und hat keine Fenster. Oberhalb ist die Fassade eine Curtain Wall – eine vorgehängte Fassade vor einem tragenden Skelett –, die an den beiden Stirnseiten aus Marmorplatten und an den langen Seiten aus getöntem Glas besteht. Die Fassade wird auf den Stirnseiten durch mehrere schmale, senkrecht verlaufende Fensterstreifen unterbrochen. Der Marmor stammt aus einem Steinbruch bei Porsgrunn in Norwegen. Auf den langen Seiten wird die Glasfläche im gleichen Abstand durch zurückliegende, schwarze Stahlträger unterbrochen.
Innen hat die Nationalbank eine 20 Meter hohe Lobby, die lediglich mit einigen Sesseln vom Typ Schwan eingerichtet ist. Gestalterisch dominiert ein offenes Treppenhaus bis in den sechsten Stock die mit Marmor verkleidete Halle. Es gibt zwei Innenhöfe, die nach Jacobsens Konzept des modernen Gartens gestaltet sind. Insgesamt hat die Bank eine Fläche von 48.131 m². In den Waschräumen fand erstmals die von Jacobsen entworfene Armatur Vola kv Anwendung, die heute als Archetyp des Sanitärdesigns gelten kann.